# The Garfield Show
The Garfield Show (französisch Garfield et Cie) ist eine computeranimierte US-amerikanisch-französische Zeichentrickserie, die ihre Europa-Premiere im Jahr 2008 im französischen Fernsehen auf France 3 und in den USA ein Jahr später auf Cartoon Network hatte. Es gibt fünf Staffeln mit insgesamt 212 Folgen. Produziert wird die Serie von Dargaud Media und Paws Inc.

## Inhalt
Die Garfield Show weist eine lockere Kontinuität auf und spielt in einer leicht veränderten Zusammenstellung der Charaktere als die frühere Garfield-Zeichentrickserie Garfield und seine Freunde, auf die gelegentlich Bezug genommen wird. Anders als in der vorherigen Serie gilt Dr. Liz Wilson nun auch als Hauptfigur und hat eine offizielle Beziehung zu Jon Arbuckle, um ihren aktuellen Status im Comic widerzuspiegeln. Die Garfield Show macht Arlene wie im Comic auch wieder zu Garfields potenziellem Liebesinteressenten und ersetzt Penelope aus der vorherigen Show (obwohl sie als Hauptfigur beworben wird, ist ihre eigentliche Rolle in der Serie untergeordnet). Darüber hinaus ist Garfield im Gegensatz zu den vorherigen Serien und Zeichentrick-Specials, in denen Garfield seine Dialoge dachte, anstatt sie auszusprechen, jetzt eine sprechende Figur. Dennoch können ihn meist nur andere Tiere verstehen, Jon und andere Menschen können das nur manchmal. In der Garfield Show sind auch viele neue Charaktere zu sehen, die Teil der regulären Besetzung sind, wie zum Beispiel Vito, ein italienischer Koch, dessen Kochkunst Garfield genießt, und Harry, eine streunende Katze, die für Garfield sowohl als Freund als auch als Erzfeind fungiert. Squeak, Garfields Mäusefreund, der in Jons Haus lebt, erschien im Comic. Er ersetzt Floyd aus der vorherigen Show. Im Gegensatz zu Garfield und seinen Freunden ist die Besetzung von U.S. Acres, einem Comic von Jim Davis ebenfalls, nicht zu sehen.
Die Serie basiert auf der von Jim Davis im Jahr 1978 kreierten Comicfigur Garfield, einem orange-schwarz gestreiften fetten, faulen Kater, dessen Lieblingsbeschäftigungen im Wesentlichen Schlafen und Fressen sind. Weitere wichtige Charaktere wie Garfields Herrchen Jon Arbuckle und der Hund Odie wurden ebenfalls aus den Comicbänden übernommen. Das Haus, in dem die Hauptfiguren leben und die direkte Umgebung sind ebenfalls unverändert, abgesehen von Kleinigkeiten wie beispielsweise die DVB-T-Box, die ihrem Fernsehgerät aus den Sechzigerjahren hinzugefügt wurde, das Haus ist jetzt zweistöckig, in der Familie hat sich einiges geändert, Drusilla und Minerva (Jons Nichten) sind seit Folge 26 (Glenda und Odessa) dabei und Tante Ivy seit Folge 57 (Angriff der Häschen-Pantoffeln).

## Produktion
Die Garfield Show ist eine CGI-Serie, deren Produktion 2007 anlässlich des 30-jährigen Jubiläums des Garfield-Comics begann und die im folgenden Jahr in Frankreich Premiere feierte. Nach der vorherigen, auf Garfield basierenden Zeichentrickserie, die 1988 Premiere feierte, kehrten viele der Crewmitglieder zur Arbeit an der Garfield Show zurück.

## Veröffentlichung
Die Serie wurde am 22. Dezember 2008 in Frankreich auf France 3 uraufgeführt. Die Ausstrahlung englischsprachiger Episoden begann am 5. Mai 2009 auf Boomerang UK. Die Ausstrahlung englischsprachiger Episoden begann am 7. November 2009 auf Boomerang (Middle East and Africa) und Boomerang (Central and Eastern Europe). In Kanada wurde sie vom 13. September 2009 bis 30. Dezember 2011 auf YTV ausgestrahlt. Die Veröffentlichung in den Vereinigten Staaten fand vom 2. November 2009 bis zum 23. Mai 2014 auf Cartoon Network statt. Auf Boomerang wurde sie auch vom 4. Februar 2013 bis zum 30. Dezember 2016 ausgestrahlt. In Bangladesch fand die Veröffentlichung der Serie ab dem 12. Januar 2020 auf Duronto TV statt.

## Episoden
- Staffel 1: Folgen 1–52
- Staffel 2: Folgen 53–104
- Staffel 3: Folgen 105–156
- Staffel 4: Folgen 157–210
- Staffel 5: Folgen 211–212

## Episodenliste

### Staffel 1
|     | Deutscher Titel                       | Originaltitel               | Länge      |
| --- | ------------------------------------- | --------------------------- | ---------- |
| 1.  | Krieg der Nudeln                      | Pasta Wars                  | 12:18 Min. |
| 2.  | Von Katzen und Mäusen                 | A Game of Cat and Mouse     | 12:20 Min. |
| 3.  | Pizzakrieg                            | Perfect Pizza               | 12:12 Min. |
| 4.  | Mama Garfield                         | Mother Garfield             | 12:15 Min. |
| 5.  | Allein unter Hunden                   | Pup in the Pound            | 12:06 Min. |
| 6.  | Odies große Liebe                     | Odie in Love                | 12:42 Min. |
| 7.  | Der bittere Klang der Musik           | Not so Sweet Sound of Music | 12:08 Min. |
| 8.  | Ein Truthahn zum Abendessen           | Turkey Trouble              | 12:17 Min. |
| 9.  | Verbrecherjagd                        | Catnap                      | 12:10 Min. |
| 10. | Spione unter sich                     | Agent X                     | 12:12 Min. |
| 11. | Katzilla                              | Orange and Black            | 12:16 Min. |
| 12. | Im Körper des Anderen                 | Freaky Monday               | 12:17 Min. |
| 13. | Prinz Nermal                          | King Nermal                 | 12:02 Min. |
| 14. | Jeder braucht einen Freund            | Desperately Seeking Pooky   | 12:12 Min. |
| 15. | Die Nacht des Hundemonsters           | Curse of the Were-Dog       | 12:06 Min. |
| 16. | Die Mutter hat einen Vogel            | Meet the Parents            | 12:17 Min. |
| 17. | Landpartie                            | Down on the Farm            | 12:07 Min. |
| 18. | Lasagne für den Champion              | The Pet Show                | 12:12 Min. |
| 19. | Das Tier und wir                      | Pet Matchers                | 12:02 Min. |
| 20. | Unglücklich im Glück                  | Lucky Charm                 | 12:17 Min. |
| 21. | Knochenjäger                          | Bone Diggers                | 12:12 Min. |
| 22. | Der Fluch der Technik                 | The Robot                   | 11:57 Min. |
| 23. | Zwei Pfund zu viel                    | High Scale                  | 12:15 Min. |
| 24. | Unter Hypnose                         | Jon's Night Out             | 12:09 Min. |
| 25. | Der Fluch der Katzenpriesterin        | Curse of the Cat People     | 12:12 Min. |
| 26. | Glenda und Odessa                     | Glenda and Odessa           | 12:04 Min. |
| 27. | Katzenwelten                          | It's a Cat's World          | 12:08 Min. |
| 28. | Der Katzenflüsterer                   | Extreme Housebreaking       | 12:27 Min. |
| 29. | Andere Welten, andere Sitten          | Time Twist                  | 12:09 Min. |
| 30. | Verhängnisvoller Ruhm                 | Fame Fatale                 | 12:06 Min. |
| 31. | Hund über Bord                        | Underwater World            | 12:22 Min. |
| 32. | Der Fischfresser                      | Fish to Fry                 | 12:21 Min. |
| 33. | Odie und der Wolf                     | Little Yellow Riding Hood   | 12:29 Min. |
| 34. | Garfield, der Herrscher über die Zeit | Time Master                 | 12:21 Min. |
| 35. | Das Familienfoto                      | Family Picture              | 12:02 Min. |
| 36. | Virtuelle Welten                      | Virtualodeon                | 12:06 Min. |
| 37. | Der Schrecken aller Briefträger       | Mailman Blues               | 12:15 Min. |
| 38. | Katzenmusik                           | Caroling Capers             | 12:47 Min. |
| 39. | Das Geisterhaus                       | Heir Apparent               | 12:48 Min. |
| 40. | Der Monsterkuchen                     | From the Oven               | 12:28 Min. |
| 41. | Odie haut ab                          | Neighbor Nathan             | 12:47 Min. |
| 42. | Die Geschichte der Hunde              | History of Dog              | 12:41 Min. |
| 43. | Die Odie-Eichhörnchen-Show            | Up a Tree                   | 12:22 Min. |
| 44. | Das Mäuseparadies                     | It's a Cheese World         | 12:03 Min. |
| 45. | Wer anderen eine Grube gräbt...       | Nice to Nermal              | 12:12 Min. |
| 46. | Garfield auf dem Baum                 | Out on a Limb               | 12:22 Min. |
| 47. | Superhelden                           | Super Me                    | 12:34 Min. |
| 48. | Die beste Pizza im Universum          | Mastermind                  | 12:37 Min. |
| 49. | Odie, der Superheld                   | The Amazing Flying Dog      | 12:04 Min. |
| 50. | Die Wette                             | The Last Word               | 12:15 Min. |
| 51. | Die Eisfrau und der Steinzeitmensch   | Iceman                      | 12:34 Min. |
| 52. | Der T3000                             | T3000                       | 12:22 Min. |

### Staffel 2
Ab der zweiten Staffel ist der Abspann der Folgen um 19 Sekunden gekürzt.
|      | Deutscher Titel                          | Originaltitel                  | Länge      |
| ---- | ---------------------------------------- | ------------------------------ | ---------- |
| 53.  | Garfields gute Tat – Teil 1              | Home for the Holidays – Part 1 | 11:48 Min. |
| 54.  | Garfields gute Tat – Teil 2              | Home for the Holidays – Part 2 | 12:08 Min. |
| 55.  | Die Kunst, nicht süß zu sein             | The Art of Beeing Uncute       | 11:47 Min. |
| 56.  | Das Geisterhaus                          | The Haunted House              | 12:01 Min. |
| 57.  | Angriff der Häschen-Puschen              | Night of the Bunny Slippers    | 11:50 Min. |
| 58.  | Der Geflügelplanet                       | Planet of Poultry              | 12:01 Min. |
| 59.  | Die Geschichte der Katzen                | History of Cats                | 12:08 Min. |
| 60.  | Der Katzen-Kontroll-Computer             | The Spy Who Fed Me             | 11:50 Min. |
| 61.  | Ein ganz leichtes Essen                  | Gravity of the Situation       | 11:58 Min. |
| 62.  | Der Mega-Jackpot                         | Ticket to Riches               | 11:54 Min. |
| 63.  | Die Hexe von nebenan                     | Which Witch                    | 12:08 Min. |
| 64.  | Die Katzen-Allergie                      | The Big Sneeze                 | 11:43 Min. |
| 65.  | Der Pastaroid                            | Blasteroid                     | 11:50 Min. |
| 66.  | Die Mäuse-Revolte                        | Meet Max Mouse                 | 11:54 Min. |
| 67.  | Haustier billig abzugeben                | Odie for Sale                  | 12:03 Min. |
| 68.  | Vielfraß trifft Vielfraß                 | Guest from Beyond              | 12:10 Min. |
| 69.  | Der Cyber-Postbote                       | Cyber Mailman                  | 12:10 Min. |
| 70.  | Fiese Hypnose                            | Farm Fresh Feline              | 11:45 Min. |
| 71.  | Überraschender Nachwuchs                 | With Four You Get Pizza        | 11:50 Min. |
| 72.  | Die weltbeste Lasagne                    | Master Chef                    | 11:58 Min. |
| 73.  | Liebling, ich habe die Tiere geschrumpft | Honey, I Shrunk the Pets       | 11:42 Min. |
| 74.  | Wer ist Garfield?                        | Garfield Astray                | 12:05 Min. |
| 75.  | Die Pechsträhne                          | Black Cat Blues                | 12:15 Min. |
| 76.  | Der Hundekeks                            | Dog Days                       | 11:40 Min. |
| 77.  | Garfields Vogel                          | The Bluebird of Happiness      | 11:58 Min. |
| 78.  | Ein Restaurantkritiker auf Abwegen       | Inside Eddie Gourmand          | 11:42 Min. |
| 79.  | Jon im Kaufrausch                        | Depths of a Salesman           | 11:41 Min. |
| 80.  | Computer-Terror                          | Night of the Apparatuses       | 11:52 Min. |
| 81.  | Die liebe Verwandtschaft                 | Everything's Relative          | 11:47 Min. |
| 82.  | Ihr Anruf ist uns wichtig!               | Land of Hold                   | 11:46 Min. |
| 83.  | Man ist, was man isst                    | Fido Food Feline               | 11:58 Min. |
| 84.  | Der Lasagne-Spion                        | Cuter than Cute                | 12:00 Min. |
| 85.  | Auch Kraken lieben Donuts                | A Gripping Tale                | 12:08 Min. |
| 86.  | Penny Henny                              | Penny Henny                    | 11:50 Min. |
| 87.  | Der fiese Flaschengeist                  | Wicked Wishes                  | 11:54 Min. |
| 88.  | Ein Elefant in Not                       | Jumbo Shrimpy                  | 11:48 Min. |
| 89.  | Garfield auf Schatzsuche                 | Pirate Gold                    | 11:23 Min. |
| 90.  | Klonen-Epidemie                          | Me, Garfield and I             | 12:15 Min. |
| 91.  | Wettlauf gegen die Zeit                  | Great Pizza Race               | 11:42 Min. |
| 92.  | Gehüpft wie gesprungen                   | Full of Beans                  | 11:44 Min. |
| 93.  | Spürnase Odie                            | Detective Odie                 | 11:54 Min. |
| 94.  | Der Hausbesetzer                         | Stealing Home                  | 12:00 Min. |
| 95.  | Liebe geht durch den Magen               | Love & Lasagna                 | 11:56 Min. |
| 96.  | Dr. Goodiegood                           | True Colors                    | 11:42 Min. |
| 97.  | Gutes Wetter, schlechte Stimmung         | Rain or Shine                  | 11:27 Min. |
| 98.  | Der Hellseher Squeak                     | Mind Over Mouse                | 11:41 Min. |
| 99.  | Der Winterschlaf                         | The Big Sleep                  | 12:10 Min. |
| 100. | Der verhätschelte Kater                  | Pampered Pussycat              | 11:30 Min. |
| 101. | Der Tunnelgräber                         | The Mole Express               | 11:46 Min. |
| 102. | Die Spaßbremse                           | Parrot Blues                   | 12:12 Min. |
| 103. | Das Wetter spielt verrückt – Teil 1      | Unfair Weather – Part 1        | 11:54 Min. |
| 104. | Das Wetter spielt verrückt – Teil 2      | Unfair Weather – Part 2        | 12:25 Min. |

### Staffel 3
|      | Deutscher Titel                           | Originaltitel                        | Länge      |
| ---- | ----------------------------------------- | ------------------------------------ | ---------- |
| 105. | Verdächtig süß                            | Little Angel                         | 11:47 Min. |
| 106. | Ärger mal vier                            | Two Times the Trouble                | 11:37 Min. |
| 107. | Der Märchenkater – Teil 1                 | Furry Tales – Part 1                 | 12:14 Min. |
| 108. | Der Märchenkater – Teil 2                 | Furry Tales – Part 2                 | 12:46 Min. |
| 109. | Der Märchenkater – Teil 3                 | Furry Tales – Part 3                 | 12:30 Min. |
| 110. | Der Märchenkater – Teil 4                 | Furry Tales – Part 4                 | 12:40 Min. |
| 111. | Das Kätzchen-Gesetz                       | Kind to Kittens                      | 12:08 Min. |
| 112. | Lacher vom Band                           | Laugh in a Can                       | 12:08 Min. |
| 113. | Zögern und zaudern                        | Land of Later                        | 12:11 Min. |
| 114. | Superheld im Einsatz                      | The Caped Avenger Rides Again!       | 12:12 Min. |
| 115. | Die Vertauschten                          | The Great Trade-Off                  | 12:11 Min. |
| 116. | Monster Odie                              | Prehistoric Pup                      | 12:09 Min. |
| 117. | Superheld braucht Beistand                | The Superhero Apprentice             | 12:03 Min. |
| 118. | Garfields Teddy                           | Teddy Dearest                        | 12:08 Min. |
| 119. | Jons Serienidee                           | The Non-Garfield Show                | 12:10 Min. |
| 120. | Zeit für die Fanpost                      | What a Difference a Pet Makes        | 12:05 Min. |
| 121. | Badetag                                   | Bath Day                             | 12:06 Min. |
| 122. | Ohne Worte                                | Partners in Mime                     | 12:12 Min. |
| 123. | Das Dosen-Fiasko                          | Garfield Gets Canned                 | 11:33 Min. |
| 124. | Lustige Schneemänner                      | Boris the Snowman                    |            |
| 125. | Das Mäuse-fitnessstudio                   | Muscle Mouse                         |            |
| 126. | Doug Boy und die Frauen                   | Cupid Cat                            | 11:57 Min. |
| 127. | Der lange verschollene Lyman – Teil 1     | Long Lost Lyman – Part 1             |            |
| 128. | Der lange verschollene Lyman – Teil 2     | Long Lost Lyman – Part 2             |            |
| 129. | Der lange verschollene Lyman – Teil 3     | Long Lost Lyman – Part 3             |            |
| 130. | Der lange verschollene Lyman – Teil 4     | Long Lost Lyman – Part 4             |            |
| 131. | Die neue Besetzung                        | The Garfield-Only Show               |            |
| 132. | Die Hexenbraut                            | Every Witch Day                      |            |
| 133. | Unsichtbare Geister                       | More Than Meets the Eye              |            |
| 134. | Schnell wie der Blitz                     | Fast Friends                         |            |
| 135. | Der klügste Hund der Welt                 | Smartest Dog in the World            |            |
| 136. | Garfields Geheimwaffe                     | The Mysterious Machine               |            |
| 137. | Katzen-Tausch                             | It's About Time                      |            |
| 138. | Garfield, der Farmer                      | Farmer Garfield                      |            |
| 139. | Fitness-Wahn                              | Fitness Crazed                       |            |
| 140. | Mein Freund Nermal                        | My Friend Nermal                     |            |
| 141. | Garfield und Odie auf der Flucht          | Filthy Fugitives                     |            |
| 142. | Wo steckt Odie?                           | Where's Odie                         |            |
| 143. | Jon der internetstar                      | Online Arbuckle                      |            |
| 144. | Die Rache des Katzenvolks                 | Revenge of the Cat People            |            |
| 145. | Jon, der Hundefänger                      | Doggone Jon                          |            |
| 146. | Das perfekt Proportionierte kätzchen      | Pawparazzi                           |            |
| 147. | Das Geheimnis der goldenen Katze – Teil 1 | Little Trouble in Big China – Part 1 |            |
| 148. | Das Geheimnis der goldenen Katze – Teil 2 | Little Trouble in Big China – Part 2 |            |
| 149. | Das Geheimnis der goldenen Katze – Teil 3 | Little Trouble in Big China – Part 3 |            |
| 150. | Das Geheimnis der goldenen Katze – Teil 4 | Little Trouble in Big China – Part 4 |            |
| 151. | Die Preisverleihung                       | The Golden Lasagna Awards            |            |
| 152. | Der Gedanken-Lenker                       | The Control Freak                    |            |
| 153. | Hochzeits-Fieber                          | Bride and Broom                      |            |
| 154. | Der neue Autor                            | The Write Stuff                      |            |
| 155. | Garfield, der Problemlöser                | Problems, Problems, Problems         |            |
| 156. | Das Riesen-Frettchen                      | Take a Ferret to Lunch               |            |

### Staffel 4
|      | Deutscher Titel                     | Originaltitel                                             | Länge      |
| ---- | ----------------------------------- | --------------------------------------------------------- | ---------- |
| 157. | Die Königin der Löwen – Teil 1      | The Lion Queen: Zoo Melody – Part 1                       |            |
| 158. | Die Königin der Löwen – Teil 2      | The Lion Queen: Welcome to Africa – Part 2                |            |
| 159. | Die Königin der Löwen – Teil 3      | The Lion Queen: Life Outside – Part 3                     |            |
| 160. | Die Königin der Löwen – Teil 4      | The Lion Queen: King of Cats – Part 4                     |            |
| 161. | Verhext – Teil 1                    | Bewitched: Familiar Familiar – Part 1                     |            |
| 162. | Verhext – Teil 2                    | Bewitched: Witches Just Wanna Have Fun – Part 2           |            |
| 163. | Verhext – Teil 3                    | Bewitched: The Heartless Witch – Part 3                   |            |
| 164. | Verhext – Teil 4                    | Bewitched: The Hall of Witchdom – Part 4                  |            |
| 165. | Blick in die Zukunft                | Double Vision                                             | 12:45 Min. |
| 166. | Cousine Petunia                     | My Cousin Petunia                                         | 12:26 Min. |
| 167. | Bellen unerwünscht                  | Barking Mad                                               | 11:56 Min. |
| 168. | Miese Maschinen – Teil 1            | The Mean Machine: Too Smart Smartphones – Part 1          |            |
| 169. | Miese Maschinen – Teil 2            | The Mean Machine: Men of Steel – Part 2                   |            |
| 170. | Miese Maschinen – Teil 3            | The Mean Machine: Robot Rampage – Part 3                  |            |
| 170. | Miese Maschinen – Teil 4            | The Mean Machine: Rocket to Sprocket – Part 4             |            |
| 170. | Miese Maschinen – Teil 5            | The Mean Machine: The Robot Revolution – Part 5           |            |
| 171. | Die Königin der Löwen – Teil 5      | The Lion Queen: Open the Cages – Part 4                   |            |
| 172. | Verhext – Teil 5                    | Bewitched: Bewitched and Bewildered – Part 5              |            |
| 173. | Garfield im Land der Träume         | Garfception                                               | 12:49 Min. |
| 174. | Maus TV                             | For Mice                                                  |            |
| 175. | Detektiv Squeak                     | Six-Can Solution                                          | 12:51 Min. |
| 176. | Die Glitzer-Schlucht – Teil 1       | Glitter Gulch: Go West, Young Cat – Part 1                |            |
| 177. | Die Glitzer-Schlucht – Teil 2       | Glitter Gulch: Blazing Lasagna – Part 2                   |            |
| 178. | Die Glitzer-Schlucht – Teil 3       | Glitter Gulch: Showdown at Vito's – Part 3                |            |
| 179. | Die Glitzer-Schlucht – Teil 4       | Glitter Gulch: Life on the Stage – Part 4                 |            |
| 180. | Die Glitzer-Schlucht – Teil 5       | Glitter Gulch: All That Glitters… – Part 5                |            |
| 181. | Garfield, der Pirat – Teil 1        | Against All Tides: Scallywags and Scoundrels Sea – Part 1 |            |
| 182. | Garfield, der Pirat – Teil 2        | Against All Tides: Adventures on Aruba Island – Part 2    |            |
| 183. | Garfield, der Pirat – Teil 3        | Against All Tides: Escape – Part 3                        |            |
| 184. | Garfield, der Pirat – Teil 4        | Against All Tides: Feeding the Fish – Part 4              |            |
| 185. | Garfield, der Pirat – Teil 5        | Against All Tides: Return of the Queen – Part 5           |            |
| 186. | Das Schweigen der Schäfchen         | Silence of the Sheep                                      |            |
| 187. | Die Bulldogge des Bösen             | Bulldog of Doom                                           |            |
| 188. | Mutter Eule                         | Mother Owl                                                |            |
| 189. | Der Lasagne-Baum – Teil 1           | The Lasagna Tree: The Rat Pack – Part 1                   |            |
| 190. | Der Lasagne-Baum – Teil 2           | The Lasagna Tree: Tree's Company – Part 2                 |            |
| 191. | Der Lasagne-Baum – Teil 3           | The Lasagna Tree: Roaming About Rome – Part 3             |            |
| 192. | Der Lasagne-Baum – Teil 4           | The Lasagna Tree: The Pasta Plant – Part 4                |            |
| 193. | Der Lasagne-Baum – Teil 5           | The Lasagna Tree: The Big Broadcast – Part 5              |            |
| 194. | Abenteuer Wildnis – Teil 1          | Into the Wild: Call of the Wild – Part 1                  |            |
| 195. | Abenteuer Wildnis – Teil 2          | Into the Wild: Into the Woods – Part 2                    |            |
| 196. | Abenteuer Wildnis – Teil 3          | Into the Wild: Nermal's First Kiss – Part 3               |            |
| 197. | Abenteuer Wildnis – Teil 4          | Into the Wild: Where Eagles Don't Dare – Part 4           |            |
| 198. | Abenteuer Wildnis – Teil 5          | Into the Wild: Ugly Coyotes – Part 5                      |            |
| 199. | Trautes Heim, Glück allein          | Home Sweet Home                                           |            |
| 200. | Was geschah wirklich mit Tante Ivy? | Whatever Happened to Aunt Ivy?                            |            |
| 201. | Die Geburtstags-Donuts              | Delicious Donut Day                                       |            |
| 202. | Die Quasselstrippe                  | Little Miss Mouse                                         |            |
| 203. | Garfield, das Stinktier             | Stink, Stank, Skunk!                                      |            |
| 204. | Jon Nummer 2                        | Jon 2                                                     |            |
| 205. | Rollenwechsel                       | The Dog of My Cat                                         |            |
| 206. | Die Sinn-Krise                      | World Without Me                                          |            |
| 207. | Angst vor Katzen                    | Fraidy Cat                                                |            |
| 208. | Die lange Nacht der Monster         | The Very, Very Long Night                                 |            |

## Synchronisation
Die deutschsprachige Synchronisation entstand bei HS Hamburger Synchron nach den Dialogbüchern von Henning Stegelmann, Cornelius Frommann, Sabine Frommann und Ulrich Georg. Die Dialogregie führte Henning Stegelmann.
| Figur          | Englischer Sprecher | Deutscher Sprecher    | Bemerkung    |
| -------------- | ------------------- | --------------------- | ------------ |
| Garfield       | Frank Welker        | Matthias Klimsa       | –            |
| Odie           | Gregg Berger        | Originalton           | –            |
| Jon Arbuckle   | Wally Wingert       | Sascha Rotermund      | –            |
| Dr. Liz Wilson | Julie Payne         | Tina Eschmann         | –            |
| Nathan         | Melissa Disney      | Tim Kreuer            | Episode 1.41 |
| Nathan         | Grey Griffin        | Tim Kreuer            | Staffel 2, 3 |
| Nermal         | Jason Marsden       | Stefan Brönneke       | –            |
| Minerva        | Laura Summer        | Tina Eschmann         | –            |
| Winona         | Laraine Newman      | Kristina von Weltzien | –            |

## Rezeption
Die Garfield Show hat gemischte Kritiken erhalten. Common Sense Media gab der Show 3 von 5 Sternen und sagte: „Die Possen der berüchtigten Katze machen Spaß, wenn auch nicht gerade voller Botschaften.“ Kevin Carr gab der Show 2 von 5 Sternen und gab an, dass sich die Animation im Vergleich zu den Direct-to-Video-Filmen ungeschliffen anfühlte und dass die Show voller „Wegwerfgeschichten“ sei, weil sie „auf eine kinderfreundlichere Präsentation der fetten Katze abzielt“. Er beendete seine Rezension mit der Feststellung, dass er „Old-School-Cell-Animationen“ bevorzuge, da die wöchentlichen CGI-Serien zu sehr nach billigen Videospiel-Emulationen aussehen, aber ich bin nicht die Zielgruppe dieser Dinge. Justin Felix von DVDTalk.com gab der Show 2,5 von 5 Punkten und erklärte: „Die Garfield Show ist kein großartiges Kunstwerk, aber sie bietet effizient Cartoon-Tier-Spaß, den kleine Kinder wahrscheinlich genießen würden. Die Animation ist manchmal etwas rudimentär und klobig, aber gut genug, um für Cartoon-Geschichten dieser Art zu bestehen.“ Mike Gencarelli von Media Mikes gab der Show 3,5 von 5 Punkten und sagte: „Sie ist nicht mit dem klassischen Jim-Davis-Cartoon vergleichbar, aber sie ist alles, was wir derzeit haben.“

## Videospiel
The Garfield Show: Threat of the Space Lasagna ist ein Party-Videospiel, das im Juli 2010 für die Wii veröffentlicht wurde. Eine PC-Portierung wurde 2011 exklusiv in Russland veröffentlicht. Es enthält über 12 Minispiele und unterstützt das Wii Balance Board und Wii Motion Plus. Das Spiel wurde wegen seiner kurzen Länge, mangelnden Interaktivität und eintönigen Spielweise kritisch betrachtet.